# Wartburg College
Het Wartburg College is een christelijke scholengemeenschap op reformatorische grondslag, gevestigd in de Nederlandse provincie Zuid-Holland. De school heeft als grondslag de Bijbel en de reformatorische belijdenisgeschriften.

## Beschrijving en geschiedenis
Het onderwijsaanbod van het Wartburg College bestaat uit praktijkonderwijs, vmbo, havo, atheneum, gymnasium en biedt ook tweetalig onderwijs aan op de havo en het vwo. De scholengemeenschap bestaat uit vijf locaties, te weten Guido de Brès, Revius, De Burcht en De Swaef in Rotterdam en de Marnix in Dordrecht.
De naam Wartburg College is afgeleid van het Duitse kasteel Wartburg, waar de Duitse reformator Maarten Luther onderdak vond nadat hij door de Rooms-Katholieke Kerk was geëxcommuniceerd. Hij vertaalde er het Nieuwe Testament in het Duits.
In 2010 vierde locatie Guido de Brès haar 40-jarig bestaan.
In januari 2020 maakte het college van bestuur het voornemen bekend te fuseren met het Driestar College, met vestigingen in de Gouda, Leiden en Lekkerkerk. Daarbij zullen de vestigingen van het Driestar College in Lekkerkerk en het Wartburg College in Rotterdam-Zevenkamp opgaan in een nieuw vestiging in Krimpen aan den IJssel. Reden voor de voorgenomen fusie is een te verwachten terugloop in het leerlingenaantal.
In april 2025 is er een aanslag geweest op de locatie Guido de Brès. Er was een bom gemaakt met wasbenzine en afgestoken op het plein van de school.

## Omvang
| School        | Aantal leerlingen | Aantal medewerkers | Locatiedirecteur       |
| ------------- | ----------------- | ------------------ | ---------------------- |
| Guido de Brès | 1.735             | 130                | Marijn van der Meijden |
| Marnix        | 776               | 70                 | Herman den Hollander   |
| Revius        | 897               | 80                 | Dirk Blom              |
| De Swaef      | 741               | 80                 | Christian Hoekman      |
| Totaal        | 4.004             | 360                |                        |

## Bekende oud-leerlingen
- Ab Klink (1958), minister van Volksgezondheid, Welzijn en Sport in de periode 2007-2010 (CDA)
- Jos Wienen (1960), politicus, (burgemeester van Haarlem, CDA)
- Anton Stapelkamp (1961), politicus (burgemeester van Kapelle, ChristenUnie)
- Servaas Stoop (1962), politicus (burgemeester van West Betuwe, SGP)
- Bart Jan Spruyt (1964), journalist, presentator, theoloog en conservatief denker (Spruyt was tevens docent op deze school)
- Leonard Geluk (1970), directeur VNG, eerder o.a. Wethouder Rotterdam
- Margriet van der Linden (1970), journaliste, presentatrice en feminist (ex-hoofdredactrice van Opzij)
- Bram van Hemmen (1973), politicus (burgemeester van Sliedrecht, CDA)
- André Flach (1976), politicus (Tweede Kamerlid, SGP)
- Bart Wallet (1977), wetenschapper (hoogleraar Joodse studies)
- Pieter Verhoeve (1981), politicus (burgemeester van Gouda, SGP)
- Hugo Bakker (1985-2021), organist, klavecinist en historicus[3]